# Пауль Венцель
Па́уль Ве́нцель (нім. Paul Wenzel; 24 січня 1887, Зеемуль — 30 січня 1964, Дюссельдорф) — німецький льотчик-ас, лейтенант Імперської армії, майор люфтваффе.

## Біографія
Пішов добровольцем в армію у 1914 році, служив у піхоті. У 1916 році переведений в авіацію й направлений у 3-й запасний льотний дивізіон для підготовки на пілота.
До кінця 1917 року служив у 23-му льотному дивізіоні, після чого був переведений в 41-шу винищувальну ескадрилью. Направлений у лютому 1918 року в 6-ту винищувальну ескадрилью, Венцель тимчасово командував цією ескадрилією з 19 липня по 11 серпня, коли був тяжко поранений. Всього за час бойових дій здобув 10 перемог.
Під час Другої світової війни служив ад'ютантом командувача винищувальних сил. У листопаді 1941 року вижив в авіакатастрофі, в якій загинув Вернер Мьольдерс, що летів на похорон Ернста Удета.
Похований у Дюссельдорфі.

## Нагороди
- Залізний хрест 2-го класу
- Почесний хрест ветерана війни з мечами